# We Can Do It
We Can Do It è il secondo singolo della cantante pop svedese September, pubblicato il 3 novembre 2003 dall'etichetta discografica Stockholm.
La canzone è stata inserita nell'album di debutto della cantante, September, pubblicato nel febbraio del 2004. Ha riscosso un discreto successo in Svezia, nazione nel quale è stato pubblicato, dove ha raggiunto la decima posizione della classifica.

## Tracce
CD-Single (Stockholm 981 176-2  [se])
1. We Can Do It - 3:38
2. We Can Do It (Extended Version) - 5:17
3. We Can Do It (Candido's Electro Short Cut) - 3:29
4. We Can Do It (Candido's Electro 12" Cut) - 5:03

## Classifiche
| Classifica (2003) | Posizione raggiunta |
| ----------------- | ------------------- |
| Svezia            | 10                  |